# 莫里斯·庫埃特
莫里斯·瑪麗·阿爾弗雷德·庫埃特（法語：Maurice Marie Alfred Couette；1858年1月9日—1943年8月18日）是一名法國物理學家、流變學家，知名於黏度相關研究。

## 生平
庫埃特出生於法國都爾，是布料商人阿爾弗雷德·歐內斯特·庫埃特（Alfred Ernest Couette）的獨子。

## 成就
庫埃特最為人所知的是他在流變學和流體流動理論的貢獻。他設計了一同心圓筒狀的黏度計，可用於精準測量流體黏度。於兩圓筒間隙中的層流現象被稱為「庫埃特流」（Couette flow）。他曾研究無滑動條件。

## 外部連結
- The GFR's Maurice Couette Prize
- Information on the Maurice Couette Award (French) （页面存档备份，存于）